# Châm cứu
Châm cứu là thủ thuật chèn và thao tác kim hình chỉ vào một điểm cụ thể trên cơ thể để giảm đau hoặc cho các mục đích điều trị.
Y học phương Tây chưa tìm ra đầy đủ bằng chứng xác nhận tác dụng của châm cứu và các dụng cụ châm cứu không được khử trùng có thể lây nhiễm mầm bệnh.
Châm cứu được xem là giả khoa học vì các lý thuyết của nó không dựa trên khoa học

## Ý nghĩa tên gọi
Châm cứu (針灸) là một từ Hán-Việt
- Châm (針) danh từ có nghĩa cái kim, động từ có nghĩa là dùng vật nhọn (như kim, que nhọn...) đâm vào hoặc kích thích vào huyệt
- Cứu (灸) có nghĩa là dùng nhiệt (hơi nóng) tác động lên huyệt.

## Cách thức

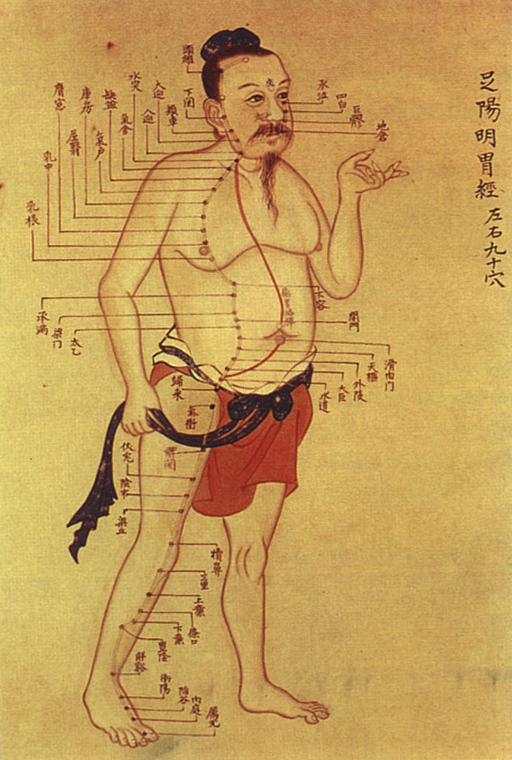
Các huyệt mạch

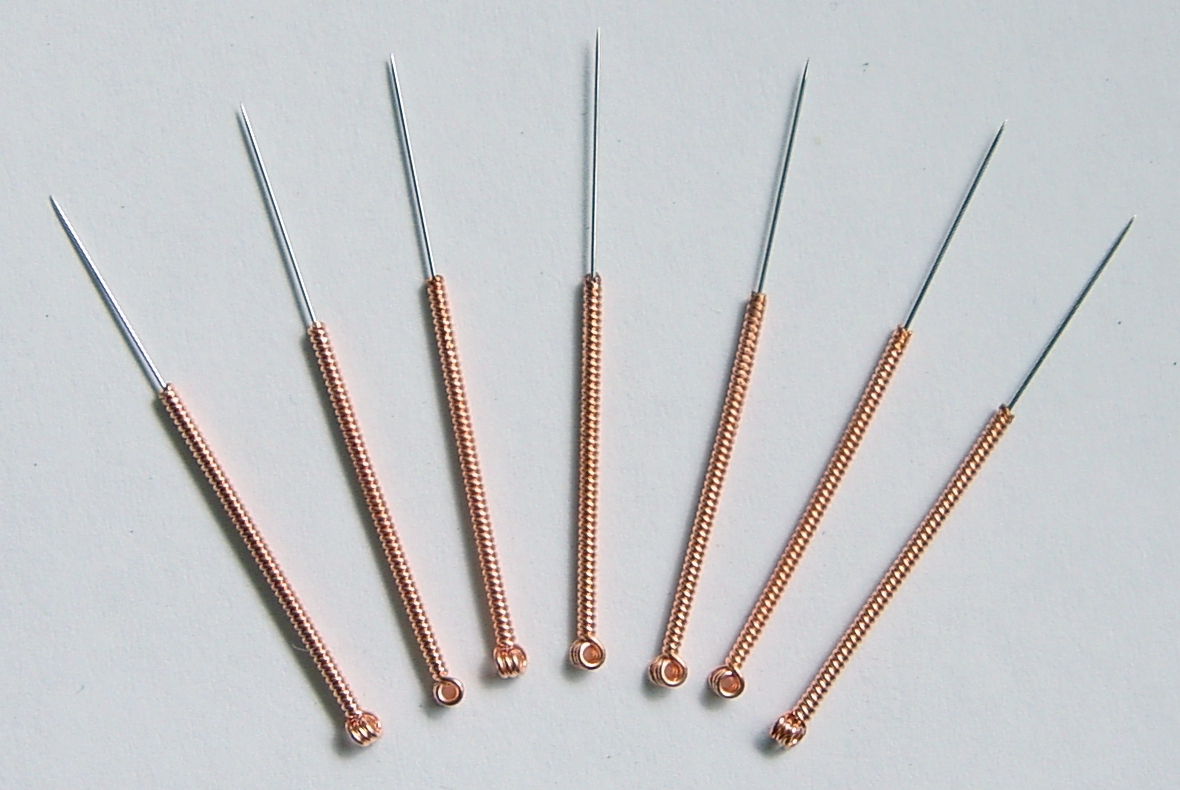
Kim châm cứu

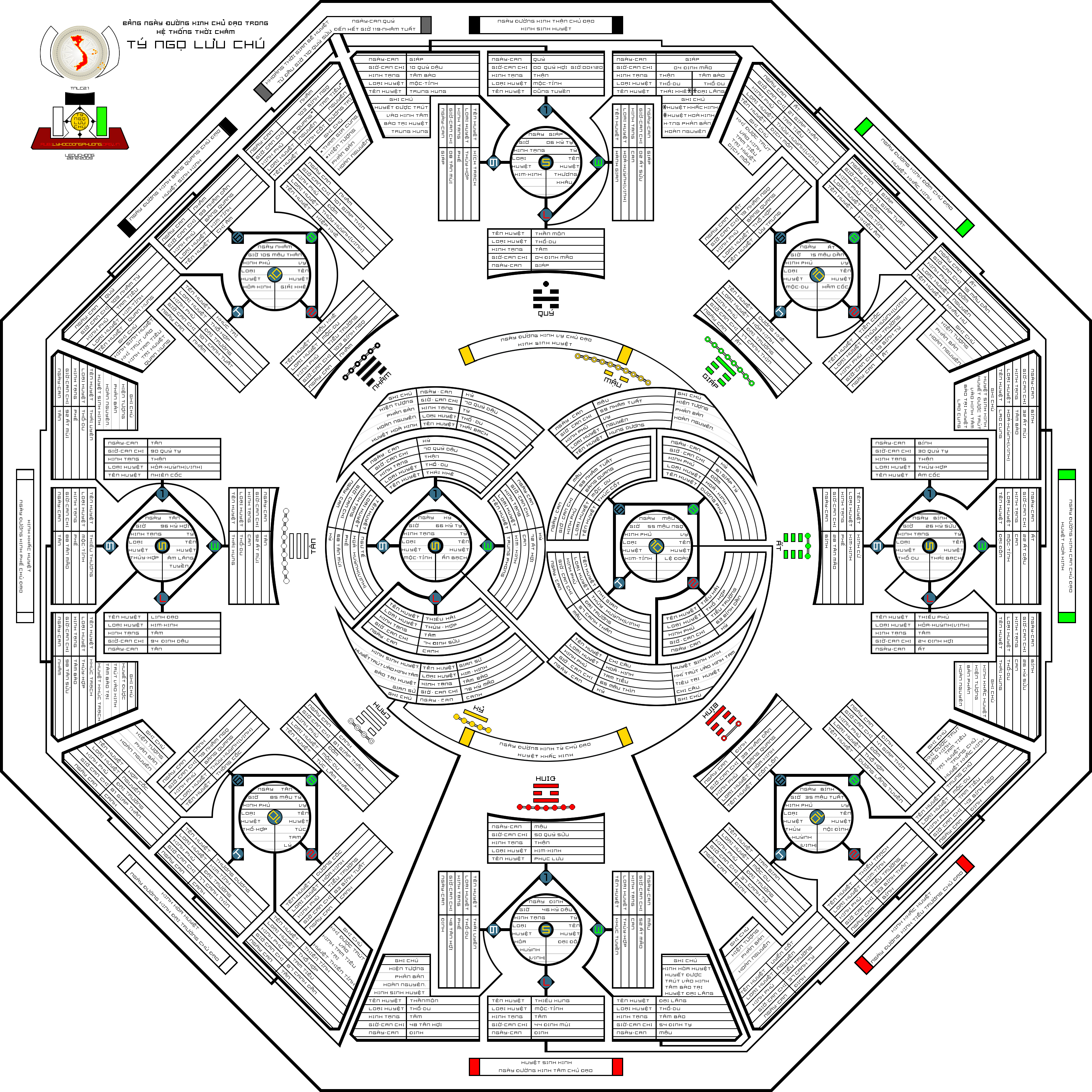
Bảng ngày đường kinh chủ đạo-đen trắng

Bảng ngày đường kinh chủ đạo

Châm cứu có 2 cách thức để thực hiện là:
- Dùng vật nhọn đâm vào huyệt (được gọi là tác dụng vật lý học)
- Kích thích vào các huyệt (được gọi là tác dụng hóa học)

## Dụng cụ
- Kim châm cứu
- Ngãi đốt
- Điện cực
- Đèn hồng ngoại...

### Kim châm cứu
Thời thượng cổ người ta dùng đá mài nhọn để làm kim châm. Sau đó cùng với sự phát triển của kinh tế và kỹ thuật, vật liệu làm kim không ngừng thay đổi, từ kim bằng đá mài đến kim đồng, kim sắt, kim vàng, kim bạc và ngày nay là kim bằng thép không gỉ và kim loại dài.
Có nhiều loại kim châm khác nhau. Nhưng ngày nay trong châm cứu ta thường dùng năm loại kim chính gồm:
- Kim nhỏ: (hào châm). Hình dáng giống hào châm cổ, nhưng kích thước hơi khác, có nhiều loại dài ngắn khác nhau (từ 1 tấc đến 3 tấc). Dùng nhiều nhất trong châm cứu.
- Kim dài: (trường châm). Hình dáng giống như trường châm cổ, nhưng ngắn hơn một chút. Thường dùng để châm huyệt Hoàn khiêu, nên quen gọi là kim Hoàn khiêu.
- Kim ba cạnh: tương tự phong châm hồi xưa, kim có 3 cạnh sắc. Dùng để châm nông vào da cho chảy máu.
- Kim cài loa tai: là loại kim mới. Dùng để găm vào da và lưu lâu ở hoa tai.
- Kim hoa mai: cũng là loại kim mới. Dùng để gõ lên mặt da

## Tranh cãi

### NIH tuyên bố sự đồng thuận
1997, viện sức khoẻ quốc gia (NIH) thuộc bộ Sức khoẻ và Dịch vụ con người Hoa Kỳ đã ban hành một tuyên bố đồng thuận về châm cứu. Tuy nhiên, mở đầu tuyên bố NIH có viết:
| “     | Do tính chất tích luỹ của nghiên cứu y học, một số thông tin trong báo cáo này có thể đã lỗi thời. Để biết thêm thông tin hiện tại về các chủ đề này và về các vấn đề sức khoẻ khác, vui lòng truy cập MedlinePlus, một dịch vụ của Thư viện Y khoa Quốc gia Hoa Kỳ, Viện Y tế Quốc gia. | ” |
| — NIH | |   |

### Tổ chức Y tế Thế giới công bố
2003, Cơ quan về dược phẩm thiết yếu và quy định y tế thuộc Tổ chức Y tế Thế giới công bố một báo cáo về châm cứu liệt kê một loạt bệnh, triệu chứng hay điều kiện mà châm cứu đã được chứng minh là có hiệu quả điều trị:
- Cận thị trẻ em
- Khuẩn kiết lị cấp tính
- Phản ứng bất lợi với xạ trị và/hoặc hóa trị
- Allergic rhinitis
- Biliary colic
- Suy nhược
- Thiết yếu tăng huyết áp
- Đau đầu
- Cảm ứng sinh đẻ và sửa chữa tư thế sai của thai nhi
- Viêm các mô xung quanh vai
- Giảm bạch cầu
- Nôn và mửa kể cả bệnh buổi sáng
- Đau ở thượng vị, mặt, cổ, khuỷu tay quần vợt, đầu gối, trong và sau khi vận động
- Đau bụng kinh sơ khai
- Chứng giảm huyết áp sơ khai
- Đau thận
- Viêm thấp khớp
- Đau thần kinh hông
- Bong gân
- Đột quỵ

Bản báo cáo cũng liệt kê các điều kiện khác mà châm cứu có thể có hiệu quả.
WHO giải thích mục đích của báo cáo rằng:
| “     | Để thúc đẩy việc sử dụng thích hợp châm cứu tại những quốc gia thành viên, nơi châm cứu đã không được sử dụng rộng rãi, tài liệu này được sáp nhập với một tóm tắt ngắn gọn của mỗi tài liệu tham khảo liên quan cho việc đánh giá thực hành châm cứu. Các điều kiện lâm sàng bao gồm dữ liệu hiện có cũng được bao gồm. Nó phải được nhấn mạnh là danh mục các bệnh, các triệu chứng hoặc điều kiện được bảo hiểm trong tài liệu này được dựa trên các báo cáo thu thập các thử nghiệm lâm sàng và, do đó, chỉ có thể phục vụ như là một tài liệu tham khảo. Chỉ có cơ quan y tế quốc gia có thể xác định được bệnh, các triệu chứng và điều kiện để được điều trị châm cứu có thể được khuyến khích. | ” |
| — WHO | |   |

Bản báo cáo đã gây tranh cãi, giới phê bình nói trích dẫn bằng cách ủng hộ như là một sự chứng thực sự thực tập của WHO. Một số nhà khoa học cũng bày tỏ lo ngại rằng các bằng chứng hỗ trợ châm cứu đã yếu, và đó của WHO đã thiên vị bởi sự tham gia của các học viên của y học thay thế. Bản báo cáo đã bị chỉ trích vào năm 2008 trong cuốn sách Lừa gạt hay điều trị để chứa hai lỗi lớn - bao gồm quá nhiều kết quả chất lượng thấp từ thử nghiệm lâm sàng, và bao gồm một số lượng lớn các cuộc thử nghiệm có nguồn gốc ở Trung Quốc. Vấn đề thứ hai được coi là có vấn đề, vì các thử nghiệm có nguồn gốc ở phương tây bao gồm một tập hợp của các kết quả tích cực, tiêu cực và trung tính trong khi tất cả các cuộc thử nghiệm tại Trung Quốc đều mang tính tích cực. Các tác giả cũng cho biết, báo cáo đã được soạn thảo bởi một bảng điều đó không bao gồm các nhà phê bình của châm cứu ở tất cả, mà họ nói rằng kết quả là một xung đột lợi ích.

### Tuyên bố của Hiệp hội Y khoa Hoa Kỳ
1997, các tuyên bố sau đó đã được thông qua quy định của Hiệp hội Y khoa Hoa Kỳ (AMA),
một hiệp hội các bác sĩ y khoa và sinh viên y khoa, sau khi một báo cáo về một số phương pháp điều trị thay thế như châm cứu:
| “                         | Có rất ít chứng cứ để xác nhận sự an toàn hoặc hiệu quả của hầu hết các liệu pháp thay thế. Nhiều thông tin hiện đang được biết về các liệu pháp làm cho nó rõ ràng rằng nhiều người đã không được hiển thị được hiệu quả. Được thiết kế tốt, nghiên cứu được kiểm soát nghiêm ngặt nên được thực hiện để đánh giá hiệu quả của liệu pháp thay thế. | ” |
| — Hiệp hội Y khoa Hoa Kỳ, | |   |

## Di sản thế giới
Ngày 16/11/2010, Hội nghị lần thứ 5 Ủy ban liên Chính phủ về Bảo tồn di sản văn hoá phi vật thể của Tổ chức Giáo dục, Khoa học và Văn hoá Liên Hợp Quốc UNESCO diễn ra tại Kê-ni-a đã quyết định, đưa Châm cứu Trung y của Trung Quốc vào danh sách Di sản văn hoá phi vật thể của UNESCO.

## Bệnh truyền nhiễm và nhiễm trùng do châm cứu
Châm cứu không đúng cách có thể làm lây lan các bệnh truyền nhiễm, gây nhiễm trùng và hoại tử trong nhiều trường hợp.
- Một người đàn ông 67 tuồi ở Úc đã bị nhiễm trùng máu và hoại tử phần cổ sau một khóa châm cứu trị liệu.[11]
- Tháng 12 năm 2001, tại Seoul, Hàn Quốc, 40 bệnh nhân bị nhiễm trùng Mycobacterium abscessus sau khi châm cứu.[12]
- Trong một nghiên cứu của WHO năm 2010, 87 trường hợp bệnh nhân trên tổng số 296 bệnh nhân bị nhiễm trùng và các tai biến khác sau khi được điều trị bằng châm cứu.[13]